# ぶどうのおんぷ
 ぶどうのおんぷ （ぬいぐるみ人形劇 ぶどうのおんぷ） は、旧．劇団ピッカリ座で歌のお姉さんやMC(司会者)で活躍した小峰由美が2015年に設立した等身大のぬいぐるみ人形劇団である。
同劇団は、2012年に破産・倒産した旧．劇団ピッカリ座の資産を債権として継承した上で各地で行う公演に活用している。
主に出演をしているキャラクターは旧.劇団ピッカリ座の公演で出演をした3匹のこぶた、ピーターパン、ウサギのファニー、怪獣のキョロロンなどである。
主な活動の範囲と公演の範囲は東京都内及び関東近郊で、訪問公演やオリジナルキャラクターのグリーティングを開催したり、
幼児向けの手遊び教室や指人形劇、子育て応援ワークショップや知育活動も精力的に行い、幼児教育と情操教育にも力を注いでいる。

## 沿革と公演
- 1989年-2012年 -旧.劇団ピッカリ座に所属（こみねゆみ/司会者、歌のお姉さん、ピッカリ座専属劇団員）
- 2015年春 - 旧．劇団ピッカリ座の倒産に伴い、小峰由美が代表者の「ぶどうのおんぷ」を設立 [1]
- 2016年 - 埼玉県上尾市「親子ふれあい劇場」(3匹のこぶた)公演
- 2017年 - 千葉県酒々井町「歌のお姉さんと遊ぼう」公演
- 2018年 - 千葉県柏市「わくわく人形劇まつり」出演、江東区「ら・館まつり」出演
- 2019年 - 葛飾区「産業フェア」出演

## 主な演目
- 元気いっぱいコンサート「おうたであそぼう」
- 歌のお姉さんと遊ぼう
- ふれあいミニコンサート
- 子育て支援公演
- 子育て応援ワークショップ
- ぬいぐるみ人形劇「3匹のこぶた」、「ピーターパン」、「オズの魔法使い」、「それゆけピーターパン」、「シンデレラ姫」他
- 棒つかい人形劇
- まほうのくにのおんがく会

など